# Spinn-nätverk

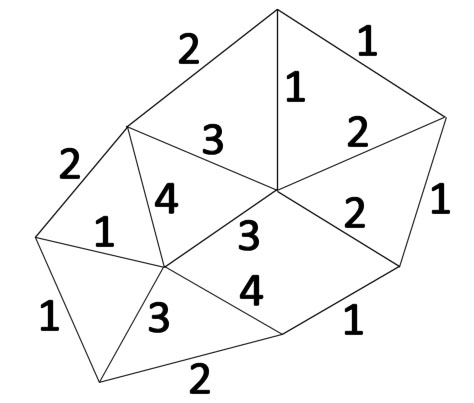
Exempel på hur ett enkelt spinnätverk kan se ut.

Spinn-nätverk uppfanns 1971 av fysikern och matematikern Roger Penrose. Målet för Penrose var att få en teori där rymden skulle vara kvantiserad, diskret, på planckskalenivå, men där rymden skulle uppfattas som kontinuerlig på makronivå. Detta kunde uppnås genom spinn-nätverk där den klassiska, kontinuerliga, geometrin skulle framträda då man hade ett stort och komplext nätverk.
Ett spinn-nätverk är en graf med kanterna märkta av heltal. Heltalet kommer från de tillåtna värdena för rörelsemängdsmomentet för en partikel i kvantmekaniken. I spinn-nätverket motsvarar kanterna diskreta areaenheter medan noderna motsvarar kvantiserade volymenheter. Det som uppfattas som area och volym är således, områdets, ytans skärningar med kanterna resp. antal noder inom området. Detta medför att area och volym blir diskreta, ändliga. Varje ytas area är en multipel av halva Plancks konstant delat med 2π. Den minsta ytans area blir ungefär plancklängden i kvadrat.
{\displaystyle n\cdot {\frac {1}{2}}\hbar \,,\qquad \quad \hbar ={\frac {h}{2\pi }}\ }
Vad händer då om dessa de minsta volympaketen skulle delas på mitten? Resultatet blir inte som man skulle tro, två volymer som tillsammans motsvarar volymen i den ursprungliga. Resultatet blir istället två volymer som tillsammans har en volym större än den ursprungliga. Så varje försök att dela en volym mindre än den minsta är meningslöst.
Det var inte bara genom Roger Penroses teori som spinn-nätverken framträdde. Ett resultat, cirka 30 år senare, av arbetet med slingkvantgravitation ledde också till att slingtillstånden kunde ordnas till spinn-nätverk.
Styrkan med spinn-nätverken ligger i att de bygger upp rymden. Spinn-nätverk finns i många storlekar och utvecklas i tiden vilket ger upphov till en diskret rumtidstruktur. Ett nätverk som utvecklas i tiden kallas spinnskum.

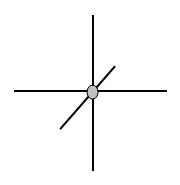
Början till ett mycket enkelt spinnätverk i 3 dimensioner.

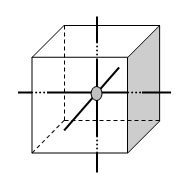
Förenklad beskrivning av hur volymer byggs upp i spinn-nätverk.

## Hur rymden byggs av spinn-nätverk
Nätverket består av endimensionella kanter som beskriver geometrin, arean. Pilar sätts ut på kanterna för att visa riktningen på ytan. Kanterna ges ett värde, en multipel av halva plancks konstant delad med 2π. Detta värde hör samman med vad som kallas spinn i partikelfysiken. Spinn beskriver en inneboende egenskap, rörelsemängdsmoment, hos en elementarpartikel och är oberoende av dess rörelse. Som en följd av kvantiseringen kan värdena på arean enbart anta vissa diskreta värden i storleksordningen runt plancks längd i kvadrat. Den vardagliga, upplevda, 3-dimensionella rymden runt omkring oss kan inledningsvis användas då en förenklad beskrivning ska göras av hur nätverken bygger rymden. Man får dock ha i åtanke att rymden är bakgrundsoberoende vilket medför att längd inte går att beskriva i någon egentlig mening.
För att tänka oss ett spinn-nätverk, i mycket enkel form, används 3 linjer, kanter. Dessa skär varandra i en punkt, för enkelhets skull vinkelrätt. Man har nu 6 linjer som utgår från en punkt, nod. Varje kant ska, som nämnts ovan, representera en yta, area. Nu placeras en tänkt kub in i det påbörjade nätverket. Noden får utgöra centrum i volymen. Kuben har 6 sidor, areor. Dessa sidor, 2-dimensionella, representeras av de 6 linjerna, kanterna, i nätverket, eftersom dessa bryter igenom ytan vinkelrätt. Formen på objektet är nu beskriven, i detta förenklade fall en kub. För att få arean på sidorna måste kanterna tilldelas ett värde och för att få ett mått på volymen måste noden representera ett värde.
Övergår man nu till kvanttillståndet för rummets geometri och tar med ovan nämnda förenklade beskrivning kan man eventuellt bättre förstå spinn-nätverkens struktur och hur de bygger rymden.
I kvanttillståndet för rummets geometri har spinn-nätverkets kanter var och en ett värde. Nätverket består av många ytor, där varje yta skärs en gång av de endimensionella linjerna. Värdet på kanten ger inte direkt ytans storlek utan denna yta måste räknas fram ur det givna värdet. Däremot kan man ur dessa värden avgöra om det är en större eller mindre yta. Större värde innebär större yta. Den förenklade beskrivningen ovan utgick från att linjerna skar varandra vinkelrätt och att de bildade en volym i form av en kub. I de verkliga, teoretiska, spinn-nätverken kan denna förenkling ej göras. Rymden är nämligen förvriden och krökt. Nätverket är i ständig förändring där kanter med olika värden både tillkommer och försvinner.